# Muzeum Żydowskie w Pradze
Muzeum Żydowskie w Pradze (cz. Židovské muzeum v Praze) – muzeum w Pradze, któremu podlegają m.in.:
- Synagoga Maisela w Pradze
- Synagoga Pinkasa w Pradze
- Synagoga Hiszpańska w Pradze
- Synagoga Klausowa w Pradze
- Stary Cmentarz Żydowski w Pradze
- Archiwum w Synagodze Smichovskiej
- Sala Obrzędowa